# Пятнадцатая годовщина царствования
«Пятнадцатая годовщина царствования» — ювелирное яйцо, одно из пятидесяти двух императорских пасхальных яиц, изготовленных фирмой Карла Фаберже для русской императорской семьи. Яйцо было создано по заказу Николая II в 1911, который подарил его своей жене Александре Фёдоровне на Пасху 1911 года.
С 2004 года хранится фондом Виктора Вексельберга «Связь времён», Москва, Россия.
В настоящее время ювелирное яйцо находится в постоянной экспозиции Музея Фаберже в Санкт-Петербурге, расположенном во дворце Нарышкиных-Шуваловых.

## Описание
Императорское пасхальное яйцо ювелирного дома Фаберже «Пятнадцатая годовщина царствования» изготовлено из золота, украшено прозрачной зелёной эмалью, непрозрачной белой эмалью, переливчатой эмалью, алмазами, горным хрусталём и акварелью на слоновой кости. Ювелирное пасхальное яйцо разделено на восемнадцать секторов с шестнадцатью миниатюрами, выполненными миниатюристом Василием Зуевым. Семь овальных миниатюр изготовлены в виде портретов семьи императора в алмазных рамах. На остальных девяти миниатюрах изображаны важные события из жизни Николая II, включая коронацию, торжественное открытие музеев и памятников, обретение мощей Серафима Саровского. Ниже миниатюр с портретами Николая II и Александры Фёдоровны в двух алмазных рамках размещены даты: «1894» — дата свадьбы Николая и Александры, и «1911» — пятнадцатая годовщина с момента коронации. На вершине ювелирного пасхального яйца расположена монограмма императрицы Александры Фёдоровны под крупным бриллиантом, окруженным мелкими бриллиантами. В основании яйца — закреплен крупный бриллиант в окружении мелких.
На семи портретах-миниатюрах изображены:
- император Николай II,
- императрица Александра Фёдоровна,
- цесаревич Алексей Николаевич,
- великая княжна Ольга Николаевна,
- великая княжна Татьяна Николаевна,
- великая княжна Мария Николаевна,
- великая княжна Анастасия Николаевна.

Девять миниатюр, отражающих важнейшие события из жизни Николая II:
- коронация Николая II,
- церемониальная процессия в Успенский собор Московского Кремля,
- церемониальный приём членов Государственной думы в Зимнем дворце,
- дворец Хёйс-тен-Бос в Гааге, место проведения первой мирной конференции,
- обретение мощей святого Серафима Саровского,
- открытие памятника Петру I в Риге (1910),
- открытие памятника в Полтаве в честь двухсотлетней годовщины Полтавской битвы,
- Русский Музей Императора Александра III (Санкт-Петербург),
- открытие моста Александра III в Париже в его присутствии.

## Владельцы
Ювелирное пасхальное яйцо «Пятнадцатая годовщина царствования» подарено императором супруге императрице Александре Фёдоровне на Пасху 1911 года. Каким образом данное императорское пасхальное яйцо ювелирного дома Фаберже прибыло на Запад доподлинно не известно. Согласно одной из версий, ювелирное яйцо было продано высокопоставленным российским чиновником своему другу в Соединенных Штатах. В 1966 году пасхальное яйцо «Пятнадцатая годовщина царствования» оказалось в коллекции Форбса, Нью-Йорк. В 2004 году выставлено на аукцион Сотбис, Нью-Йорк, где приобретено Виктором Феликсовичем Вексельбергом. Хранится фондом Виктора Вексельберга «Связь времён», Москва.